# Valentine Scuotto
Valentine Scuotto (* 18. Juni 1979 in Sallanches) ist eine ehemalige französische Freestyle-Skierin. Sie war auf die Disziplin Skicross spezialisiert und gewann in der Saison 2002/03 die Weltcup-Disziplinenwertung.

## Biografie
Zu Beginn ihrer Sportkarriere war Scuotto eine alpine Skirennläuferin, größere Erfolge blieben allerdings aus. Von 1994 bis 2005 nahm sie an FIS-Rennen und Europacup-Rennen teil, wobei sie sich auf Abfahrten und Super-Gs spezialisierte. Das beste Ergebnis im Europacup war ein 15. Platz im Dezember 1999. Im alpinen Skiweltcup kam sie zu keinem Einsatz.
Ihr Debüt im Freestyle-Weltcup hatte Valentine Scuotto am 30. November 2002. Beim ersten Skicross-Weltcuprennen der Geschichte fuhr sie auf den 3. Platz. Zusammen mit einem 2. und einem 4. Platz reichte dies am Saisonende zum Gewinn der Weltcup-Disziplinenwertung. Im Winter 2003/04 fuhr sie zweimal auf den dritten Platz. In der Folge konnte Scuotto dieses Niveau nicht mehr halten und fiel ins vordere Mittelfeld zurück. Im Januar 2007 gewann sie bei den Winter-X-Games die Silbermedaille. Nach Ende der Saison 2006/07 gab sie ihren Rücktritt bekannt.

## Erfolge

### Weltmeisterschaften
- Ruka 2005: 19. Skicross

### Weltcup
- Saison 2002/03: 1. Skicross-Weltcup, 9. Gesamtweltcup
- Saison 2003/04: 9. Skicross-Weltcup
- Saison 2006/07: 6. Skicross-Weltcup
- 14 Platzierungen unter den besten zehn, davon 4 Podestplätze

### Weitere Erfolge
- Winter-X-Games 2007: 2. Skier X